# Wilhelm Eisenblätter

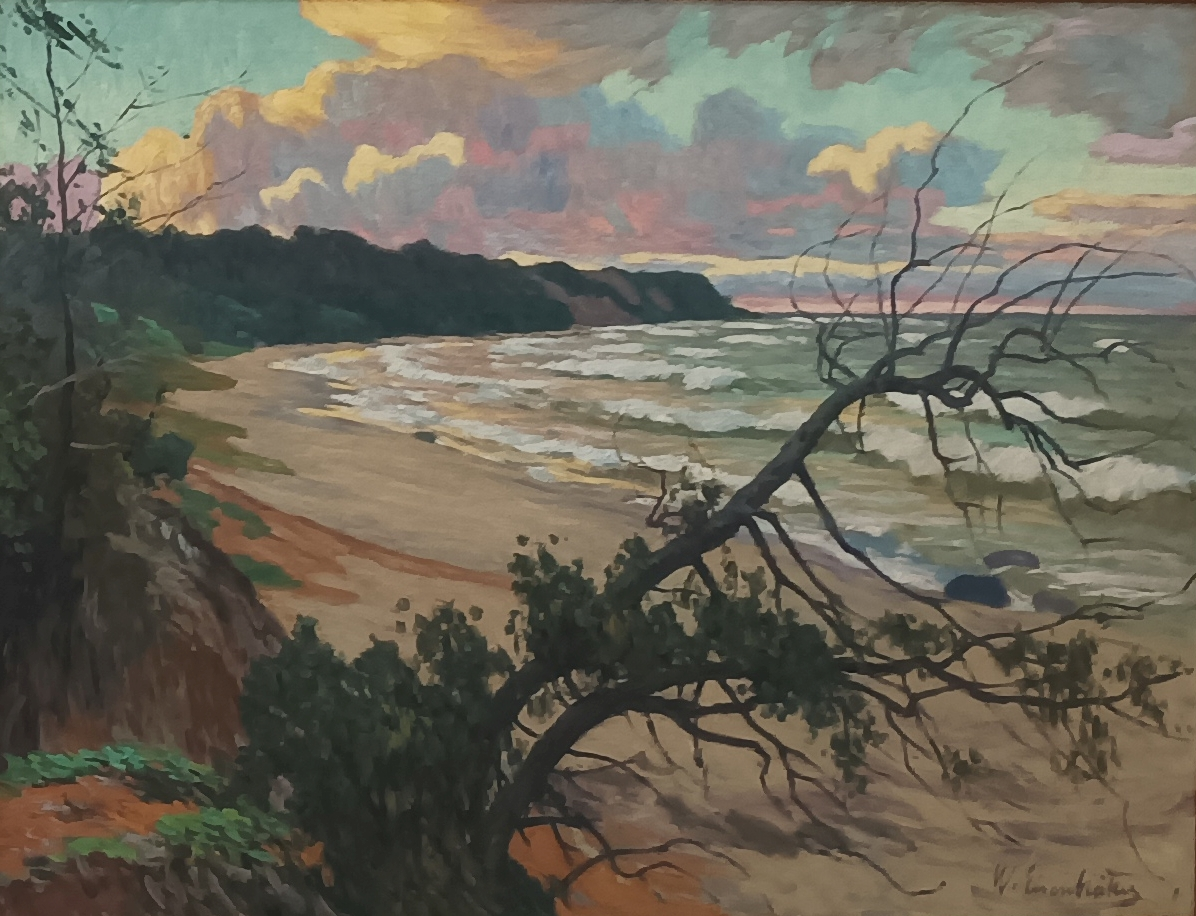
Wilhelm Eisenblätter: Oktoberabend am Strand (um 1920, Öl auf Leinwand)

Wilhelm Eisenblätter (* 5. November 1866 in Duisburg; † 26. November 1934 in Königsberg i. Pr.) war ein deutscher  Bühnen- und Landschaftsmaler sowie Bühnenbildner.
Als Schüler von Julius Lechner widmete Eisenblätter sich ab 1882 am  Königlichen Hoftheater Berlin der Bühnenmalerei. 1898 folgte er dem  Ruf an das Stadttheater Königsberg, wo er das Bühnenbild zu einer bis dahin in Königsberg nicht bekannten Wirksamkeit brachte. 1912 gab er die Stellung auf, um sich ganz der Landschaftsmalerei zu widmen. Er malte Landschaften und Stadtansichten in Aquarell und Öl. Motive fand er insbesondere in Ostpreußen, der Mark und an der Ostseeküste. Ab 1899 beschickte er mehrere Kunstausstellungen, unter anderem in Berlin, München, Dresden und Königsberg. Er gehörte zum Kreis um den Maler Ludwig Dettmann.
Zu Eisenblätters bekannten Bildern zählen „Hafenbild“, „Fischbrücke in Königsberg“, Wandgemälde im Keller der Königsberger Börse und „Vier Jahreszeiten“ im Berliner Hof am Steindamm. Das Kunstforum Ostdeutsche Galerie erwarb drei Werke von ihm: „Fischerkate, Ostpreußen“, „Landschaftsbild mit Dorf (Pillkoppen)“ und „Marktplatz mit Bäuerin. Frauenberg“. Wilhelm Eisenblätters Ölgemälde „Oktoberabend am Strand“ (um 1920) wurde in Ausstellungen zum Thema Künstlerkolonie Nidden gezeigt, 2014 in der Kunstschau Lilienthal und 2025 im Kunstmuseum Ahrenshoop.
Sein Sohn Gerhard Eisenblätter (* 28. Mai 1907 in Königsberg; † 3. August 1975 in Stockelsdorf) wirkte als Maler, Zeichner und Bauplastiker. Er war mit der Malerin Erika Eisenblätter-Laskowski verheiratet.